# ヒ酸
ヒ酸（砒酸、ヒさん、英語: arsenic acid）は、化学式 H3AsO4 で示される無色結晶で、ヒ素のオキソ酸の一種である。オルトヒ酸（オルトヒさん、orthoarsenic acid）とも呼ばれるが、他方メタヒ酸（メタヒさん、metaarsenic acid, HAsO3）に相当する分子は安定には存在しない。
0.5水和物が無色結晶として単離されており、これは吸湿性で水に極めて溶解しやすく、ヒ素原子の酸化数は+V（+5）と最高酸化状態であり、3価の酸としてはたらくなどリン酸との類似点が多い。
毒性は亜ヒ酸には劣るものの極めて強く、LD50（ウサギ）は体重1kg当たり6mgであり、日本ではヒ酸およびヒ酸塩は医薬用外毒物に指定されている。

## 製法
単体ヒ素または三酸化二ヒ素を濃硝酸により酸化し、溶液を濃縮すると29.5℃以下で0.5水和物の細かい板状結晶が析出する。29.5℃以上ならば三ヒ酸({\displaystyle {\ce {H5As3O10}}})が析出する。
{\displaystyle {\ce {As\ + 5 HNO3 -> H3AsO4\ + 5 NO2\ + H2O}}}
{\displaystyle {\ce {As2O3\ + 4 HNO3\ + H2O -> 2 H3AsO4\ + 4 NO2}}}
五酸化二ヒ素（無水ヒ酸）を水に溶解しても得られる。
{\displaystyle {\ce {As2O5\ + 3 H2O -> 2 H3AsO4}}}

## 化学的性質
無水物結晶は水に対しやや吸熱的に溶解する（電離は無視した無電荷の分子に対する溶解熱）。
{\displaystyle {\ce {H3AsO4(s)\ \rightleftarrows \ H3AsO4(aq)\ ,}}} {\displaystyle \Delta H^{\circ }=3.8{\rm {kJ\ mol^{-1}}}}
水溶液が弱い酸化作用を示す点がリン酸とは異なり、この傾向は他の第4周期元素のオキソ酸すなわちセレン酸、過臭素酸が、それぞれ硫酸、過塩素酸よりも強い酸化作用を示すことに対応している。
{\displaystyle {\ce {H3AsO4(aq)\ +2H^{+}(aq)\ +2{\mathit {e}}^{-}=H3AsO3(aq)\ +H2O(l)\ ,}}} {\displaystyle E^{\circ }=0.575V}
例えばヨウ化物イオンをヨウ素に酸化する。
{\displaystyle {\ce {H3AsO4\ + 2 H^+\ + 2 I^- -> H3AsO3\ + I2\ + H2O}}}
ヒ酸は穏やかな加熱により脱水し、三ヒ酸（H5As3O10）を生成し、さらに加熱すると250℃から五酸化二ヒ素となるが、完全な脱水には500℃程度の温度が必要である。
{\displaystyle {\ce {3H3AsO4\ {\overset {\mathit {\rm {\Delta }}}{\longrightarrow }}\ H5As3O10\ +2H2O}}}
また二ヒ酸（H4As2O7）あるいはポリヒ酸（Hn+2AsnO3n+1、(HAsO3)n）およびそのイオンは水溶液中では不安定であり、速やかに加水分解されヒ酸あるいはヒ酸イオンとなる。二ヒ酸イオンあるいはポリヒ酸イオンは固体の塩として安定に存在する。

### 水溶液中の電離平衡
水溶液中では弱酸として3段階の解離を起こすが、一段目はやや強く解離し0.1mol dm-3の水溶液では電離度は約0.25であり、2段目以降は逐次減少し酸性水溶液中の解離は無視できる。
{\displaystyle {\ce {H3AsO4(aq)\ +H2O(l)\ \rightleftarrows \ H3O^{+}(aq)\ +H2AsO4^{-}(aq)\ ,}}} pKa1 = 2.24
{\displaystyle {\ce {H2AsO4^{-}(aq)\ +H2O(l)\ \rightleftarrows \ H3O^{+}(aq)\ +HAsO4^{2-}(aq)\ ,}}} pKa2 = 6.96
{\displaystyle {\ce {HAsO4^{2-}(aq)\ +H2O(l)\ \rightleftarrows \ H3O^{+}(aq)\ +AsO4^{3-}(aq)\ ,}}} pKa3 = 11.50
酸解離に関する標準エンタルピー変化、ギブス自由エネルギー変化、エントロピー変化の値が報告されており、解離に伴いエントロピーの減少が起こるのは、電荷の増加に伴いイオンの水和の程度が増加し、電縮が起こり水分子の水素結合による秩序化の度合いが増加するからである。
|          | {\displaystyle {\Delta }H^{\circ }} | {\displaystyle {\Delta }G^{\circ }} | {\displaystyle {\Delta }S^{\circ }} |
| -------- | ----------------------------------- | ----------------------------------- | ----------------------------------- |
| 第一解離 | -7.07 kJ mol-1                      | 12.84 kJ mol-1                      | -66.9 J mol-K-1                     |
| 第二解離 | 3.22 kJ mol-1                       | 38.57 kJ mol-1                      | -118.7 J mol-1K-1                   |
| 第三解離 | 18.20 kJ mol-1                      | 66.19 kJ mol-1                      | -161.1 J mol-1K-1                   |

## ヒ酸イオン

ヒ酸イオン

ヒ酸の第一段階電離により、ヒ酸二水素イオン（ひさんにすいそいおん、dihydrogenarsenate(1-), H2AsO4-）、第二段階解離によりヒ酸水素イオン（ひさんすいそいおん、hydrogenarsenate(2-), HAsO42-）、第三段階解離によりヒ酸イオン（ひさんいおん、arsenate, AsO43-）を生成し、それぞれヒ酸二水素塩、ヒ酸水素塩、ヒ酸塩の結晶中に存在する。
ヒ酸イオンは正四面体型構造でありリン酸イオンに類似し、As-O結合距離は169pmである。
酸性水溶液中ではやや酸化作用を示す。

## ヒ酸塩
ヒ酸塩（ひさんえん、英語: arsenate）には、正塩および水素塩/酸性塩（ヒ酸水素塩、hydrogenarsenate、 ヒ酸二水素塩、dihydrogenarsenate）が存在し、ヒ酸水溶液に計算量の水酸化物を溶解し濃縮すると析出し、また可溶性の金属塩水溶液にヒ酸ナトリウム水溶液またはヒ酸水素ナトリウム水溶液を加えると不溶性のヒ酸塩であれば沈殿する。
二ヒ酸（H4As2O7）は二リン酸とは異なり加熱脱水では得られず、ヒ酸水素塩を加熱脱水することにより塩として得られる。
{\displaystyle {\ce {2Na2HAsO4\ {\overset {\mathit {\rm {\Delta }}}{\longrightarrow }}\ {Na4As2O7}+H2O}}}
{\displaystyle {\ce {2CaHAsO4\ {\overset {\mathit {\rm {\Delta }}}{\longrightarrow }}\ {Ca2As2O7}+H2O}}}
ヒ酸ナトリウム(Na3AsO4)水溶液は塩基性（pH〜12）、ヒ酸水素ナトリウム(Na2HAsO4)水溶液は弱塩基性（pH〜9）、ヒ酸二水素ナトリウム(NaH2AsO4)水溶液は弱酸性（pH〜4.4）を示す。ヒ酸カルシウム(Ca3(AsO4)2)は殺虫剤、ヒ酸ナトリウムは除草剤などに用いられるが作物に対する薬害が著しい。
正塩はアルカリ金属塩およびアンモニウム塩は水に可溶であるが、アルカリ土類金属塩その他のものはほとんどが水に難溶性である。
- ヒ酸カルシウム (Ca3(AsO4)2)
- ヒ酸ナトリウム (Na3AsO4)

### ヒ酸塩鉱物

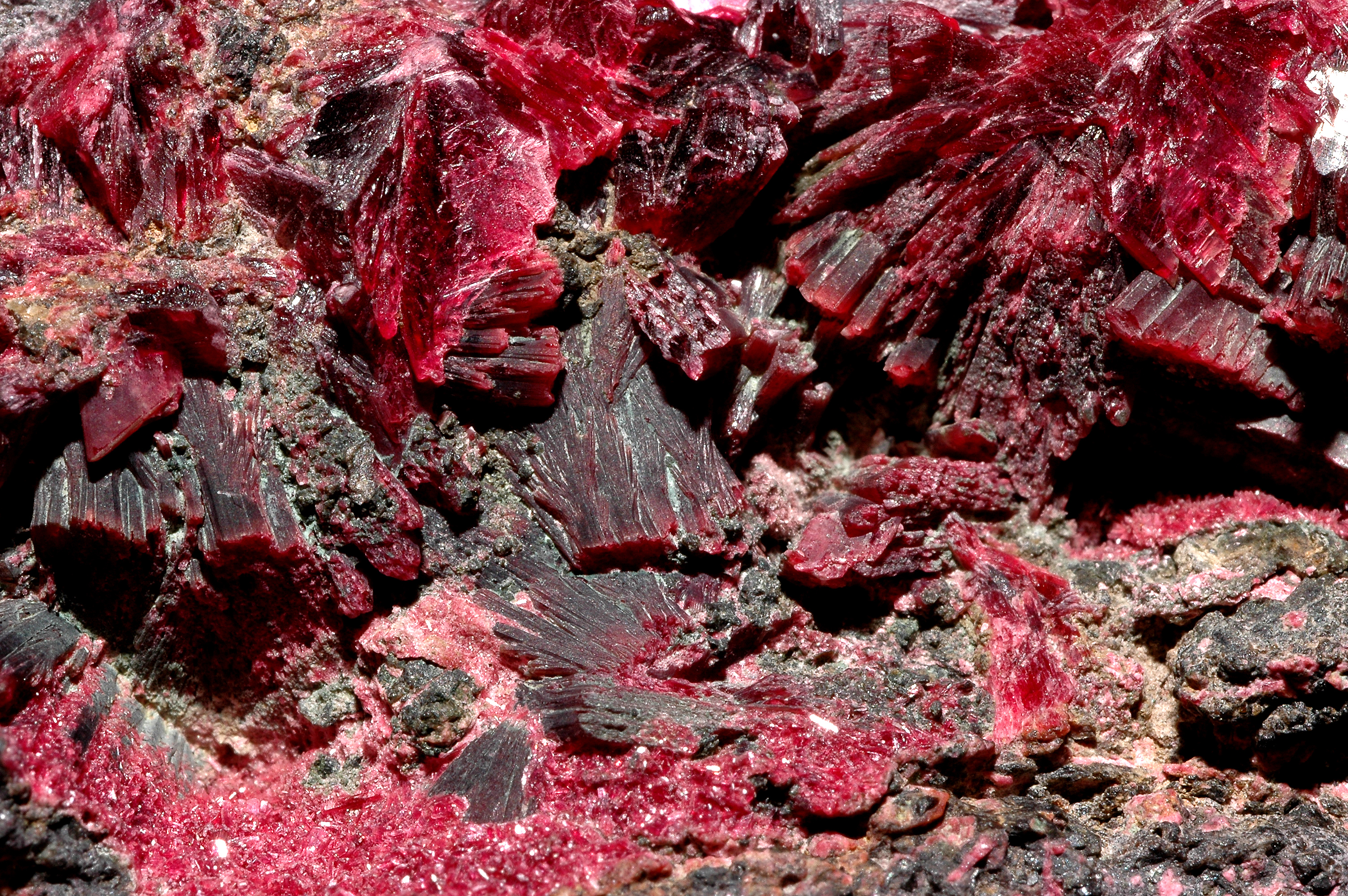
コバルト華

鉱物学において、ヒ酸塩からなる鉱物をヒ酸塩鉱物（ひさんえんこうぶつ、英: arsenate mineral）という。ヒ化鉱物あるいはヒ素を含む硫化鉱物などの酸化により生成し、また、リン酸塩鉱物のリン酸イオンをヒ酸イオンに置き換えたものも存在し、以下のようなものが知られる。
- アダム石（adamite、Zn2(AsO4)(OH)）
- オリーブ銅鉱（olivenite、Cu2(AsO4)(OH)）
- コバルト華（erythrite、Co3(AsO4)2・8H2O）
- ニッケル華（annaberigite、Ni3(AsO4)2・8H2O）
- スコロド石（scorodite、Fe(AsO4)・2H2O）
- ミメット鉱（mimetite、Pb5(AsO4)3Cl）